# Parallelliniaal

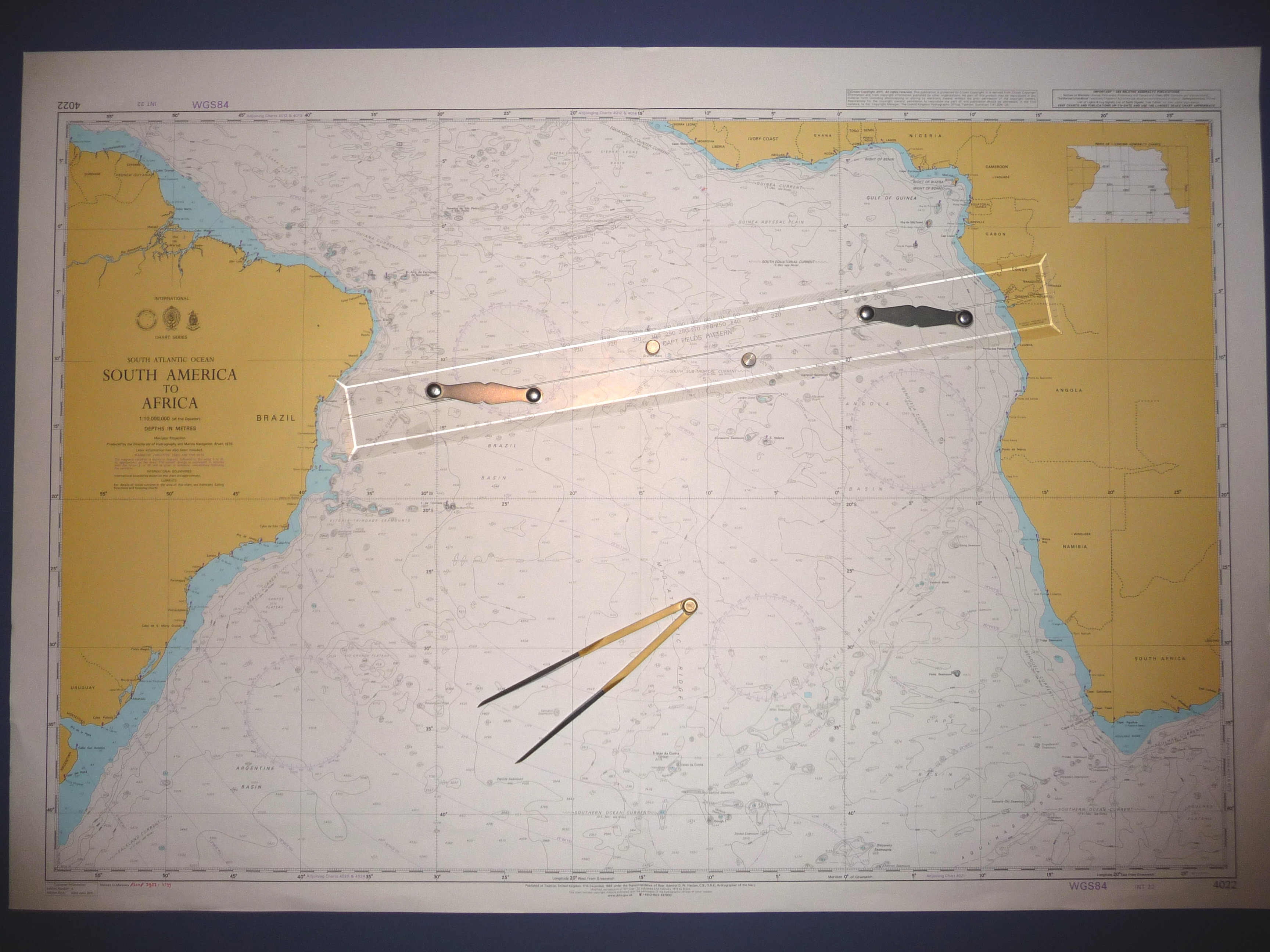
Een pleinschaal met graadverdeling op een zeekaart.

Een parallelliniaal of pleinschaal bestaat uit twee linialen zodanig beweeglijk verbonden, dat zij altijd evenwijdig aan elkaar blijven. Het is een nautisch navigatie-instrument dat wordt gebruikt voor het uitzetten en verplaatsen van koersen en peilingen op een zeekaart. Door middel van het parallel verplaatsen van een op de zeekaart uitgezette koerslijn kan op de zich op de kaart bevindende roos de koers in graden worden afgelezen. De liniaal bestaat uit twee linialen die door twee parallel lopende verbindingsstrippen van gelijke lengte aan elkaar zijn verbonden. Daardoor blijven de twee linialen altijd evenwijdig aan elkaar. Op de parallel-liniaal is vaak een graadverdeling aangebracht waarmee richtingen ten opzichte van een meridiaan afgelezen kunnen worden.
Een alternatief voor de parallelliniaal vormen navigatiedriehoeken en de Portland-plotter. Deze laatste is een brede liniaal met daarop een draaibare gradenboog. Het gebruik is eenvoudiger. Men legt de liniaal langs de koerslijn en kan direct de koers aflezen. De plotter is nauwkeuriger en ook onder ongemakkelijke omstandigheden goed te hanteren.
De zogenaamde platte navigatie met behulp van passer en parallelliniaal raakt voorts meer en meer in onbruik door het grote gemak van navigatie middels GPS en daaraan gekoppelde elektronische kaart. 